# النساء في الكنيسة الكاثوليكية

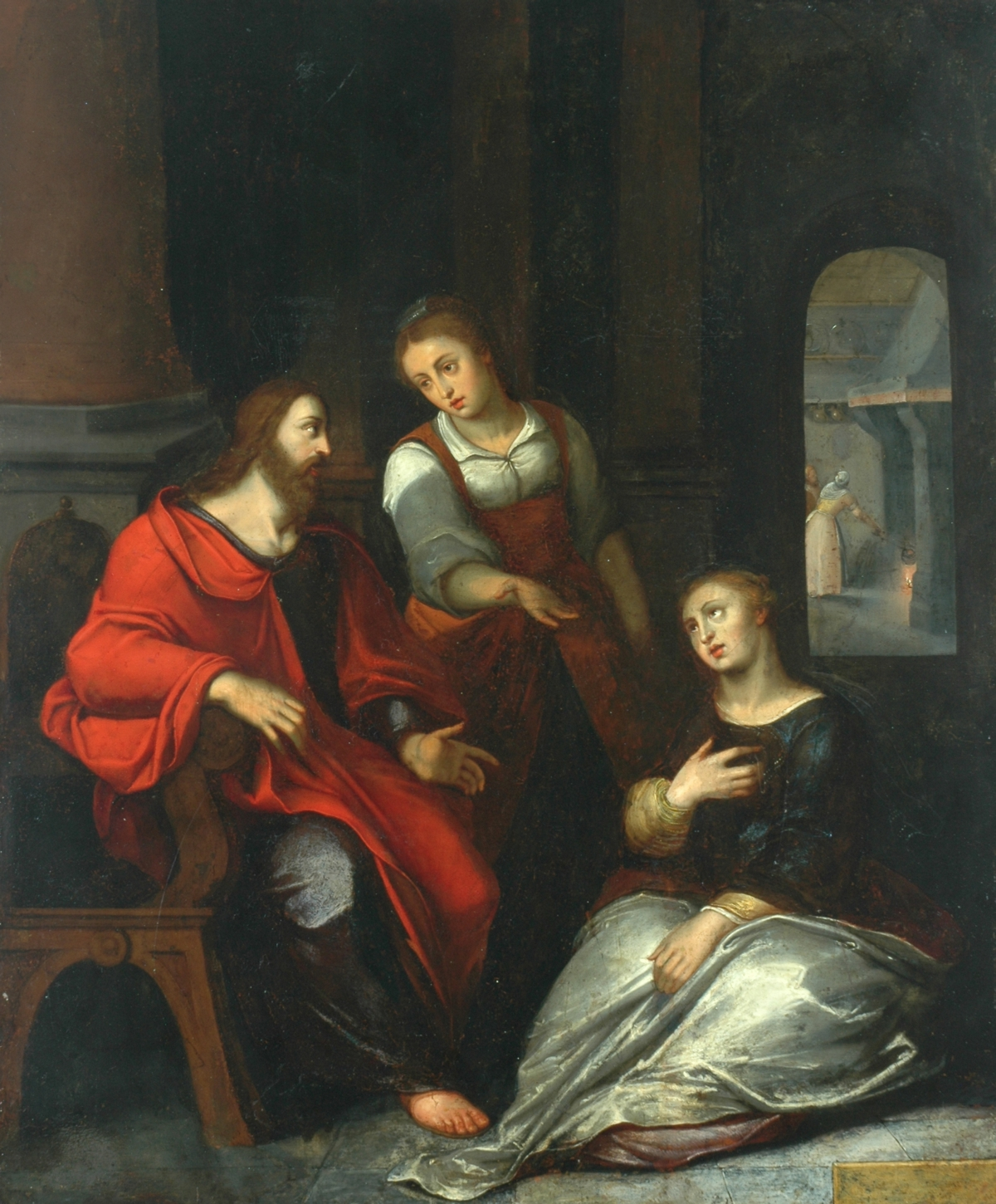
المسيح في بيت مرثا وماري، رسم: أوتو فان فين

تلعب النساء أدوارًا مهمة في حياة الكنيسة الكاثوليكية، على الرغم من استبعادهن من التسلسل الهرمي الكاثوليكي للأساقفة والكهنة والشماسة. في تاريخ الكنيسة الكاثوليكية، غالبًا ما أثرت الكنيسة في المواقف الاجتماعية تجاه النساء. شملت النساء الكاثوليكيات المؤثرات عالمات اللاهوت، ورئيسات الأديرة، والملكات، والمبشرات، والمتصوفات، والشهيدات، والعالمات، والممرضات، ومديرات المستشفيات، والتربويات، والأخوات المتدينات، والملفان، والقديسات المطوبات. تشكل النساء غالبية أعضاء الحياة المكرسة في الكنيسة الكاثوليكية: ففي عام 2010 كان هناك نحو 721,935 راهبة معلنة. تُمنح الأمومة والأسرة مكانة مرموقة في الكاثوليكية، إذ تحتل السيدة العذراء مريم مكانة خاصة من التبجيل. مع ذلك، قد يُنظر إلى نهج الكنيسة التقليدي المحافظ تجاه المرأة وقضاياها على أنه متحيز جنسيًا وتمييزيًا.

## منظور الكتاب المقدس
من بين النساء البارزات في حياة الكنيسة شخصيات العهد القديم: والدة يسوع مريم، وتلميذات يسوع من الأناجيل. تُمنح الأمومة مكانة مرموقة في العقيدة الكاثوليكية، حيث تعرف مريم والدة يسوع باسم ملكة الجنة. كان الدور الخاص والتفاني الممنوحان لمريم والولاءات المريمية من الموضوعات المركزية للفن الكاثوليكي. على العكس من ذلك، أثر دور حواء في جنة عدن وقصص توراتية أخرى على تطور المفهوم الغربي للمرأة باعتبارها «مغرية».

## المنظور التربوي
من خلال دعمها للتعلم المؤسسي، أعدت الكنيسة الكاثوليكية العديد من أوائل العالمات والباحثات البارزات في العالم، من بينهم طبيبات تروتولا ساليرنو (القرن الحادي عشر)، ودوروتيا بوكا (المتوفاة عام 1436)، والفيلسوفة إلينا بيسكوبيا (المتوفاة عام 1684)، وعالمة الرياضيات ماريا غايتانا أنيزي (المتوفاة عام 1799). من بين أطباء الكنيسة المعترف بهم البالغ عددهم 36، كان هناك أربع نساء (اعترِف بهن جميعًا بعد عام 1970): الصوفية الألمانية هيلدغارد من بينغن، والصوفية الإسبانية تيريزا الأفيلاوية، والصوفية الإيطالية كاترينا من سيينا، والراهبة الفرنسية تيريز دي ليزيو. برزت نساء كاثوليكيات أخريات إلى الصدارة الدولية من خلال الأعمال الخيرية وحملات العدالة الاجتماعية -كما هو الحال مع رائدة المستشفيات القديسة ماريان كوب والأم تريزا التي بدأت بخدمة المعوزين المحتضرين في الهند.

## تأثيرات الكنيسة
لقد أثرت الكنيسة الكاثوليكية على وضع المرأة بطرق مختلفة: إدانة الإجهاض، والطلاق، وسفاح القربى، وتعدد الزوجات، ومساواة الرجل بالمرأة باعتبار خيانته للزوجية خطيئة. تعتبر الكنيسة الإجهاض ومنع الحمل خطيئة، وتوصي فقط بطرق تحديد النسل الطبيعية. أصبح دور المرأة في الكنيسة موضوعًا مثيرًا للجدل في الفكر الاجتماعي الكاثوليكي. إن التأثير الإجمالي للمسيحية على النساء هو موضوع نقاش تاريخي -فقد نشأ من المجتمعات الأبوية ولكنه قلل الهوة بين الرجال والنساء. قدمت مؤسسة الدير مساحة للحكم الذاتي للمرأة، والسلطة، والتأثير على مر القرون. ووفقًا لبعض الانتقادات الحديثة، فإن التسلسل الهرمي للكنيسة الكاثوليكية ذكوري إلى حد كبير، ويرفض ترسيم النساء ما يوحى «بدونية» المرأة. تتعامل الحركة النسوية الحديثة واللاهوت النسوي على نطاق واسع مع المواقف الكاثوليكية تجاه المرأة. مع ذلك، تظل السيدة العذراء مريم أهم شخصية بشرية في الكنيسة الكاثوليكية بعد يسوع المسيح الذي يُنظر إليه أيضًا على أنه رجل حقيقي.

## التطور التاريخي

### المسيحية المبكرة
يشير العهد الجديد الذي يتناول هذه الحقبة إلى عدد من النساء في الدائرة المقربة من يسوع -ولا سيما والدته مريم (التي لها مكانة خاصة في التبجيل في الكنيسة الكاثوليكية) ومريم المجدلية التي اكتشفت قبر المسيح الفارغ. تقول الكنيسة أن المسيح عيّن رسلًا فقط (من الرسول اليوناني «المُرسل»).
يُعلم العهد الجديد مواقف الكنيسة تجاه النساء. من أشهر روايات يسوع التي تتناول بشكل مباشر مسألة الأخلاق والنساء هي قصة يسوع والمرأة الزانية، من الآيات 7:53 و8:11 من إنجيل يوحنا. يصف المقطع مجابهة بين يسوع وبين الفريسيين والنساخ حول رجم امرأة قبض عليها بالزنا. يحول يسوع دون إعدامها بكلماته الشهيرة: «مَنْ كَانَ مِنْكُمْ بِلاَ خَطِيَّةٍ فَلْيَرْمِهَا أَوَّلًا بِحَجَرٍ!»، ليشعر الجميع بالخزي ويتفرقون. وفقًا للمقطع: «وَأَمَّا هُمْ فَلَمَّا سَمِعُوا وَكَانَتْ ضَمَائِرُهُمْ تُبَكِّتُهُمْ، خَرَجُوا وَاحِدًا فَوَاحِدًا، مُبْتَدِئِينَ مِنَ الشُّيُوخِ إِلَى الآخِرِينَ. وَبَقِيَ يَسُوعُ وَحْدَهُ وَالْمَرْأَةُ وَاقِفَةٌ فِي الْوَسْطِ»، تاركين يسوع ليلتفت إلى المرأة ويقول «اذْهَبِي وَلاَ تُخْطِئِي أَيْضًا». كان لهذا المقطع تأثير كبير في الفلسفة المسيحية.
نجد موقفًا ليسوع من النساء في قصة يسوع في بيت مرثا ومريم. تشير الأناجيل إلى أن يسوع خالف التقليد ليقدم تعليمًا دينيًا مباشرًا للنساء. تجلس مريم عند قدمي يسوع وهو يعظ، بينما تكدح أختها في المطبخ لتحضر وجبة. عندما تشكو مرثا لمريم أن عليها أن تساعد في المطبخ، قال يسوع «اخْتَارَتْ مَرْيَمُ النَّصِيبَ الصَّالِحَ» (لوقا 10: 38-42).
وفقًا للمؤرخ جيفري بلايني، شكلت النساء غالبية المسيحيين في القرن الأول بعد المسيح. أكد الرسول بولس في القرن الأول على أن الإيمان مفتوح للجميع في رسالته إلى أهل غلاطية: «ليس هناك يهودي ولا يوناني، لا عبد ولا حر، لا ذكر ولا أنثى، لأنكم جميعًا واحد في يسوع المسيح».
يبدو أن الكتابات الأخرى المنسوبة إلى بولس تعترف بالقيادة النسائية في الكنيسة المبكرة (رسالة إلى روما 16) وتضع قيودًا عليها (الرسالة الأولى إلى تيموثاوس 2:12). وفقًا لسفر أعمال الرسل، جذبت الكنيسة المبكرة أعدادًا كبيرة من النساء، كان العديد منهن بارزات في الثقافات مما منح النساء أدوارًا جوهرية أكثر من اليهودية، وشكّلن الكنيسة. وفقًا لأليستر ماكغراث، كان للمسيحية تأثير في تقويض الأدوار التقليدية لكل من النساء والعبيد بطريقتين:
1. من خلال التأكيد على أن الجميع كانوا «واحدًا في المسيح»، بغض النظر عما إذا كانوا يهودًا أم وثنيين، ذكورًا أم إناثَا، أسيادًا أم عبيدًا.
2. من خلال التأكيد على أنه يمكن للجميع المشاركة في الجماعة المسيحية والعبادة معًا، مرة أخرى بغض النظر عن المكانة.

يصف ماكغراث نهج المساواة لبولس بأنه «تحرر عميق» إذ انطوى على حريات جديدة للمرأة. يعلق ماكغراث أنه على الرغم من أن المسيحية لم تحدث تغييرًا فوريًا في المواقف الثقافية تجاه المرأة، لكن تأثير مساواة بولس كان «إطلاق الشرارة لها». يؤكد أنه، في نهاية المطاف، «تتآكل أسس هذه الفروق التقليدية تدريجيًا لدرجة أنه لم يعد من الممكن الحفاظ عليها». بالمثل، تلاحظ سوزان ويمبل أنه على الرغم من أن المسيحية لم تقضِ على التمييز الجنسي في أواخر الإمبراطورية الرومانية، لكنها أتاحت للمرأة «فرصة اعتبار نفسها شخصية مستقلة بدلًا من كونها ابنة أو زوجة أو أم لشخص آخر».
من بين النساء اللاتي احتفِل بهن كقديسات من هذه القرون المبكرة العديد من الشهيدات اللواتي عانين من اضطهاد المسيحيين في الإمبراطورية الرومانية، مثل أغنيس الرومانية، والقديسة سيزيليا، وأغاثا الصقلية، وبلاندينا. بالمثل، كانت القديسة مونيكا مسيحية تقية وأم القديس أوغسطينوس من هيبون التي تحولت إلى المسيحية بعد شبابها الضال، وأصبحت واحدة من أكثر عالمات اللاهوت المسيحيات تأثيرًا في التاريخ.
في حين أن الرسل الإثني عشر كانوا جميعًا من الذكور، وهناك الكثير من الجدل حول معتقدات قادة الكنيسة الأوائل مثل القديس بولس، كان من المعروف أن النساء نشطات جدًا في الانتشار المبكر للمسيحية.
تعود طقوس تكريس النساء العذارى إلى القرن الرابع، على الرغم من أنه يُعتقد على نطاق واسع أن تكريسًا غير رسمي نُقل إلى النساء العذارى من قبل أساقفتهن منذ زمن الرسل. أول طقس رسمي معروف لتكريس العذرية هو طقوس القديسة مارسيلينا، بتاريخ 353 بعد الميلاد، وهو ما ذكره شقيقها القديس أمبروز في كتابه من العذارى. العذراء الأخرى المكرّسة هي القديسة جينفيف (422-512).